# Saint-Bauld
Saint-Bauld [sɛ̃ bo] est une ancienne commune française du département d'Indre-et-Loire, en région Centre-Val de Loire.
Le 1er janvier 2018, elle est devenue une commune déléguée au sein de la commune nouvelle de Tauxigny-Saint-Bauld.

## Histoire
Au cours de la Révolution française, la commune, dont le nom s'écrivait indifféremment Saint-Bauld ou Saint-Bault, porta provisoirement le nom de Bault.

## Politique et administration
| Période                                  | Période | Identité         | Étiquette | Qualité  |
| ---------------------------------------- | ------- | ---------------- | --------- | -------- |
| Les données manquantes sont à compléter. |         |                  |           |          |
| mars 2001                                | 2017    | Jacques Delwarde | SE        | Retraité |

## Démographie
L'évolution du nombre d'habitants est connue à travers les recensements de la population effectués dans la commune depuis 1793. Pour les communes de moins de 10 000 habitants, une enquête de recensement portant sur toute la population est réalisée tous les cinq ans, les populations de référence des années intermédiaires étant quant à elles estimées par interpolation ou extrapolation. Pour la commune, le premier recensement exhaustif entrant dans le cadre du nouveau dispositif a été réalisé en 2007.

En 2015, la commune comptait 196 habitants, en évolution de −4,85 % par rapport à 2009 (Indre-et-Loire : +1,67 %, France hors Mayotte : +2,11 %).
| 1793 | 1800 | 1806 | 1821 | 1831 | 1836 | 1841 | 1846 | 1851 |
| ---- | ---- | ---- | ---- | ---- | ---- | ---- | ---- | ---- |
| 163  | 164  | 179  | 173  | 184  | 192  | 216  | 221  | 232  |

| 1856 | 1861 | 1866 | 1872 | 1876 | 1881 | 1886 | 1891 | 1896 |
| ---- | ---- | ---- | ---- | ---- | ---- | ---- | ---- | ---- |
| 227  | 214  | 206  | 225  | 212  | 224  | 216  | 211  | 190  |

| 1901 | 1906 | 1911 | 1921 | 1926 | 1931 | 1936 | 1946 | 1954 |
| ---- | ---- | ---- | ---- | ---- | ---- | ---- | ---- | ---- |
| 201  | 208  | 214  | 175  | 187  | 181  | 196  | 187  | 182  |

| 1962 | 1968 | 1975 | 1982 | 1990 | 1999 | 2006 | 2007 | 2012 |
| ---- | ---- | ---- | ---- | ---- | ---- | ---- | ---- | ---- |
| 174  | 173  | 132  | 115  | 159  | 167  | 191  | 194  | 199  |

| 2015 | - | - | - | - | - | - | - | - |
| ---- | - | - | - | - | - | - | - | - |
| 196  | - | - | - | - | - | - | - | - |

## Lieux et monuments
Château de Fontenay-Isoré (XVe siècle), situé à 1.2 km du bourg de Saint Bauld, sur la route de Manthelan. Château privé, ne se visite pas. Inscrit à l'inventaire supplémentaire des Monuments Historiques le 9 juin 1949.
La forteresse d'origine était très probablement rectangulaire, entourée de douves et son enceinte devait être flanquée de quatre tours. Il subsiste une partie des douves, la tour d'angle nord-ouest, cylindrique, conservant les corbeaux de ses mâchicoulis et des vestiges du bâtiment qui s'étendait entre elle et la tour nord-ouest, sur lesquels a été construit un bâtiment et une tour nouvelles entre 1947 et 1949. 
L'ensemble, laissé à l'abandon depuis le début des années 50 a été restauré à partir de 2014. 
Fontenay ou Fontenay - Isoré, était un fief relevant de la Tour Isoré et du château de Sennevières. Les propriétaires suivants se sont succédé : 
- 1547 – François Isoré
- 1551 – Antoine Isoré
- 1592 – Louise Isoré x François de Vonnes
- 1630 – Jean de Vonnes
- 1663 – François de Vonnes
- 1702 – René de Vonnes
- 1708 – Adrien-René Luthier de Saint-Martin
- 1718 – Louis Barberin, comte de Reignac
- 1729 – Charles-Yves Thibault, comte de La Rivière, du Mur et de Plœuc, seigneur de Paulmyet de Wartigny, et Charles-François de Campet, comte de Saujon
- 1789 – Marie-Joseph-Paul-Yves-Roch-Gilbert des Mottiers, marquis de La Fayette, et son cousin Jacques-Henry-Hugues de Lusignan-Lezay, coseigneurs.